# Рей Емері
Рей Емері (англ. Ray Emery, 28 вересня 1982, Гамільтон — 15 липня 2018, Гамільтон) — канадський хокеїст, що грав на позиції воротаря.
Володар Кубка Стенлі. 

## Ігрова кар'єра
У дитинстві Рей займався багатьма видами спорту, зокрема, гольф, бейсбол та футбол. У хокеї він спочатку грав на поизиції захисника але у дев'ять років через брак воротарів перейшов на позицію голкіпера.
Хокейну кар'єру розпочав 1998 року виступом за юнацьку команду «Данвілль Тер'єрс». У 1999 на драфті ОХЛ його обрав клуб «Су-Сент-Марі Грейхаунд».
2001 року був обраний на драфті НХЛ під 99-м загальним номером командою «Оттава Сенаторс». У сезоні 2002–03 Емері переходить до «Бінгхемптон Сенаторс» (АХЛ), де одразу став першим номером.
У сезоні 2005–06 Рей встановив рекорд вигравши свої перші дев'ять матчів у НХЛ, випередивши Боба Фроса на рахунку котрого було вісім перемог поспіль. У березні того ж сезону Емері виграв дванадцять ігор, повторивши досягнення Берні Парента 1974 року. Загалом у сезоні 2005–06 Емері замінив травмованого Домініка Гашека, що стало причиною для запрошення до команди швейцарця Мартіна Гербера, який склав конкуренцію Рею.
22 лютого 2007 у матчі проти «Баффало Сейбрс» спочатку відзначився бійкою з воротарем Мартіном Біроном. А потім двічі відзгначився сутичкою з нападником «Баффало» Пітерсом та у підсумку набрав 22 хвилини штрафу.
30 березня 2007 у плей-оф Рей відіграв 110-у гру в НХЛ, здобувши перемогу 5–2 над «Монреаль Канадієнс». Загалом та сері плей-оф стала вдалою для його клубу, який послідовно переміг «Піттсбург Пінгвінс», «Нью-Джерсі Девілс» та «Баффало Сейбрс» поступившись у фіналі Кубка Стенлі «Анагайм Дакс». Після закінчення сезону він став вільним агентом з обмеженими можливостями і подав на арбітраж згодом погодившись на трирічну угоду із «сенаторами».
Перед сезоном 2007–08 Рей отримав травму зап’ястя і змусив пропустити кілька ігор на початку сезону. 18 квітня 2008 Мюррей оголосив ЗМІ на прес-конференції, що контракт з канадцем на наступний рік не буде продовжено. 20 червня 2008 «сенатори» відмовились від послуг Емері і через три дні став вільним агентом.
9 липня 2008 Емері уклав однорічний контракт на $2 мільйони доларів з російським клубом «Атлант» (Митищі). Його напарником в «Атланті» був казах Віталій Колесник.
10 червня 2009 «Філадельфія Флаєрс» оголосив про укладення однорічного контракту з Реєм на суму $1,5 мільйона доларів. 8 грудня він отримав травму та вибув з гри до кінця сезону.
1 липня 2010 Емері став вільним агентом і довгий час відновлювався в одному з клубів ОХЛ.
У березні 2011 Рей повернувся до клубу НХЛ «Анагайм Дакс». По завершенні сезону канадця номінували на Приз Білла Мастерсона.
3 жовтня 2011 воротар підписав річний контракт з клубом «Чикаго Блекгокс». Його знову номінували на Приз Білла Мастерсона. У квітні 2012 «чорні яструби» та Рей продовжили контракт ще на один рік.
Емері увійшов в історію НХЛ у березні 2013 року, ставши першим воротарем, який здобув десять перемог поспіль. 18 березня він доводить цей результат до 11 перемог. У фіналі Кубка Стенлі «Чикаго Блекгокс» перемогли «Бостон Брюїнс».
5 липня 2013 Емері уклав однорічний контракт з «Філадельфія Флаєрс». У складі «льотчиків» канадець був дублером Стіва Мейсона.
В останньому ігровому сезоні Рей відіграв за три команди. «Онтаріо Рейн» та «Торонто Марліс». 5 лютого 2016 Емері уклав угоду з німецьким клубом «Адлер Мангайм» до кінця сезону. Наприкінці сезону Емері оголосив про завершення кар'єри і в НХЛ.
Загалом провів 326 матчів у НХЛ, включаючи 39 ігор плей-оф Кубка Стенлі.

## Нагороди та досягнення
- Трофей Вільяма М. Дженнінгса разом з Корі Кроуфордом — 2013.
- Володар Кубка Стенлі в складі «Нью-Джерсі Девілс» — 2013.

## Смерть
15 липня 2018 потонув під час відпочинку на озері поблизу свого рідного міста Гамільтон.

## Статистика
| 1998–99      | «Данвілль Тер'єрс»       | НЮХЛ         | 22  | 3   | 19 | 0  | 1320   | 140 | 0  | 6.36 | —    |
| 1999–00      | «Велланд Кугарс»         | ЗОХЛ         | 23  | 13  | 10 | 0  | 1323   | 62  | 1  | 2.81 | —    |
| 1999–00      | «Су-Сент-Марі Грейхаунд» | ОХЛ          | 16  | 9   | 3  | 0  | 716    | 36  | 1  | 3.02 | .908 |
| 2000–01      | «Су-Сент-Марі Грейхаунд» | ОХЛ          | 52  | 18  | 29 | 2  | 2938   | 174 | 1  | 3.55 | .904 |
| 2001–02      | «Су-Сент-Марі Грейхаунд» | ОХЛ          | 59  | 33  | 17 | 9  | 3477   | 158 | 4  | 2.73 | .914 |
| 2002–03      | «Бінгхемптон Сенаторс»   | АХЛ          | 50  | 27  | 17 | 6  | 2924   | 118 | 7  | 2.42 | .924 |
| 2002–03      | «Оттава Сенаторс»        | НХЛ          | 3   | 1   | 0  | 0  | 84     | 2   | 0  | 1.42 | .923 |
| 2003–04      | «Бінгхемптон Сенаторс»   | АХЛ          | 53  | 21  | 23 | 7  | 3109   | 128 | 3  | 2.47 | .922 |
| 2003–04      | «Оттава Сенаторс»        | НХЛ          | 3   | 2   | 0  | 0  | 126    | 5   | 0  | 2.38 | .904 |
| 2004–05      | «Бінгхемптон Сенаторс»   | АХЛ          | 51  | 28  | 18 | 5  | 2993   | 132 | 0  | 2.65 | .910 |
| 2005–06      | «Оттава Сенаторс»        | НХЛ          | 39  | 23  | 11 | 4  | 2167   | 102 | 3  | 2.82 | .902 |
| 2006–07      | «Оттава Сенаторс»        | НХЛ          | 58  | 33  | 16 | 6  | 3351   | 138 | 5  | 2.47 | .918 |
| 2007–08      | «Оттава Сенаторс»        | НХЛ          | 31  | 12  | 13 | 4  | 1689   | 88  | 0  | 3.13 | .890 |
| 2007–08      | «Бінгхемптон Сенаторс»   | АХЛ          | 2   | 1   | 1  | 0  | 120    | 6   | 0  | 3.00 | .930 |
| 2008–09      | «Атлант» (Митищі)        | КХЛ          | 36  | 22  | 8  | 0  | 2070   | 73  | 0  | 1.86 | .926 |
| 2009–10      | «Філадельфія Флаєрс»     | НХЛ          | 29  | 16  | 11 | 1  | 1684   | 74  | 3  | 2.64 | .905 |
| 2009–10      | «Адірондак Фантомс»      | АХЛ          | 1   | 0   | 1  | 0  | 59     | 2   | 0  | 2.03 | .857 |
| 2010–11      | «Сірак'юс Кранч»         | АХЛ          | 5   | 4   | 1  | 0  | 303    | 10  | 0  | 1.98 | .943 |
| 2010–11      | «Анагайм Дакс»           | НХЛ          | 10  | 7   | 2  | 0  | 527    | 20  | 0  | 2.28 | .926 |
| 2011–12      | «Чикаго Блекгокс»        | НХЛ          | 34  | 15  | 9  | 4  | 1774   | 83  | 0  | 2.81 | .900 |
| 2012–13      | «Чикаго Блекгокс»        | НХЛ          | 21  | 17  | 1  | 0  | 1116   | 36  | 3  | 1.94 | .922 |
| 2013–14      | «Філадельфія Флаєрс»     | НХЛ          | 28  | 9   | 12 | 2  | 1398   | 69  | 2  | 2.96 | .903 |
| 2014–15      | «Філадельфія Флаєрс»     | НХЛ          | 31  | 10  | 11 | 7  | 1570   | 80  | 0  | 3.06 | .894 |
| 2015–16      | «Онтаріо Рейн»           | АХЛ          | 3   | 1   | 1  | 1  | 182    | 10  | 0  | 3.30 | .878 |
| 2015–16      | «Торонто Марліс»         | АХЛ          | 3   | 2   | 1  | 0  | 178    | 8   | 0  | 2.69 | .897 |
| 2015–16      | «Адлер Мангайм»          | ДХЛ          | 7   | 2   | 5  | 0  | 420    | 20  | 0  | 2.86 | .900 |
| Усього в НХЛ | Усього в НХЛ             | Усього в НХЛ | 287 | 145 | 86 | 28 | 15,488 | 697 | 16 | 2.70 | .906 |
| Усього в АХЛ | Усього в АХЛ             | Усього в АХЛ | 168 | 84  | 63 | 19 | 9,868  | 414 | 10 | 2.50 | .920 |
| Усього в ОХЛ | Усього в ОХЛ             | Усього в ОХЛ | 127 | 60  | 49 | 11 | 7,131  | 368 | 6  | 3.10 | .909 |

### Плей-оф
| 1999–00      | «Су-Сент-Марі Грейхаунд» | ОХЛ          | 15 | 8  | 7  | 883   | 33  | 3 | 2.24 | .926 |
| 2001–02      | «Су-Сент-Марі Грейхаунд» | ОХЛ          | 6  | 2  | 4  | 360   | 19  | 1 | 3.16 | .925 |
| 2002–03      | «Бінгхемптон Сенаторс»   | АХЛ          | 14 | 8  | 6  | 848   | 40  | 2 | 2.83 | .912 |
| 2003–04      | «Бінгхемптон Сенаторс»   | АХЛ          | 2  | 0  | 2  | 120   | 6   | 0 | 3.00 | .912 |
| 2004–05      | «Бінгхемптон Сенаторс»   | АХЛ          | 6  | 2  | 4  | 409   | 14  | 0 | 2.05 | .925 |
| 2005–06      | «Оттава Сенаторс»        | НХЛ          | 10 | 5  | 5  | 604   | 29  | 0 | 2.88 | .900 |
| 2006–07      | «Оттава Сенаторс»        | НХЛ          | 20 | 13 | 7  | 1,249 | 47  | 3 | 2.26 | .907 |
| 2008–09      | «Атлант» (Митищі)        | КХЛ          | 7  | 3  | 3  | 419   | 13  | 0 | 1.86 | .941 |
| 2010–11      | «Анагайм Дакс»           | НХЛ          | 6  | 2  | 3  | 319   | 17  | 0 | 3.19 | .897 |
| 2013–14      | «Філадельфія Флаєрс»     | НХЛ          | 3  | 1  | 2  | 172   | 10  | 0 | 3.49 | .888 |
| 2015–16      | «Адлер Мангайм»          | ДХЛ          | 1  | 0  | 0  | 21    | 3   | 0 | 8.65 | .667 |
| Усього в НХЛ | Усього в НХЛ             | Усього в НХЛ | 39 | 21 | 17 | 2,344 | 103 | 3 | 2.64 | .902 |
| Усього в АХЛ | Усього в АХЛ             | Усього в АХЛ | 22 | 10 | 12 | 1,377 | 60  | 2 | 2.72 | .915 |
| Усього в ОХЛ | Усього в ОХЛ             | Усього в ОХЛ | 21 | 10 | 11 | 1,243 | 52  | 4 | 2.47 | .925 |